# Conspinaria huongsonensis
Conspinaria huongsonensis är en stekelart som beskrevs av Long och Van Achterberg 2008. Conspinaria huongsonensis ingår i släktet Conspinaria och familjen bracksteklar. Inga underarter finns listade i Catalogue of Life.